# وارینگزتاون
وارینگزتاون (به انگلیسی: Waringstown) یک روستا در بریتانیا است. وارینگزتاون ۲٬۵۲۳ نفر جمعیت دارد.